# Giosuè Bonomi
Giosuè Bonomi (Gazzaniga, 21 oktober 1978) is een Italiaans voormalig wielrenner die reed voor onder meer Saeco Macchine per Caffé en Lampre. Hij kon rekenen op een behoorlijke sprint, maar heeft geen enkele overwinning behaald.

## Overwinningen
geen

## Resultaten in voornaamste wedstrijden
| Jaar | Ronde van Italië | Ronde van Frankrijk | Ronde van Spanje |
| ---- | ---------------- | ------------------- | ---------------- |
| 2003 |                  |                     | opgave           |
| 2004 |                  |                     | opgave           |
| 2005 |                  |                     | opgave           |
| 2006 |                  |                     |                  |

| Jaar | Milaan-San Remo |
| ---- | --------------- |
| 2003 |                 |
| 2004 |                 |
| 2005 | 149e            |
| 2006 | 107e            |